# 남원 가덕사 석조여래입상
남원 가덕사 석조여래입상(南原 加德寺 石造如來立像)은 대한민국 전북특별자치도 남원시 가덕사에 있는 불상이다. 1999년 11월 19일 전북특별자치도의 문화재자료 제150호로 지정되었다.

## 생김새
광배와 불상의 몸이 하나로 만들어졌다. 높이는 179CM이다.
머리를 상투 모양으로 묶고 있으며, 굴곡이 없는 옷을 입고 있다. 양 어깨를 감싸고 입은 옷은 굴곡 없이 직사각형에 가까운 몸에 평면적으로 흐르고 있다.
가슴 앞에 손을 맞대고 있는 모습을 하고 있다.

## 참고 자료
- 가덕사석조여래입상 - 국가유산청 국가유산포털